# Clostridium chartatabidum
Clostridium chartatabidum è una specie di batterio appartenente alla famiglia delle Clostridiaceae.